# 모리스 장드롱
모리스 장드롱(Maurice Gendron, 1920년 12월 26일 ~ 1990년 8월 20일)은 프랑스의 중견 첼리스트이다. 20세기의 가장 위대한 첼리스트 가운데 한 명으로 지목되고 있다. 레지옹도뇌르훈장과 NOOM(National Order of Merit)을 수상했다. 제2차 세계 대전 기간 중 프랑스 르네상스의 활동적인 멤버였다.
니스 태생으로 파리 음악원에 입학을 하여 첼로과를 1등으로 졸업한 뒤 카살스에게 사사하였다. 독주가로서 활약하기 시작한 것은 전쟁 후이며, 한편으로 서독일, 자르브뤼켄 음악원에서 교편도 잡았고, 하이든의 <첼로 협주곡>의 원전판(原典版)을 발견하여 초연하기도 한 연주가로서 일가(一家)를 이루었다. 연주는 긴장된 기교로 딱딱하나 화려함을 지니고 있어, 프랑스인이면서 베토벤, 브람스 등 독일의 작품에도 뛰어난 수완을 보이고 있다.